# بتمن: سه جوکر
بتمن: سه جوکر یک کتاب مصور آمریکایی است که توسط دی‌سی کامیکس منتشر شده‌است. این مجموعه محدود سه شماره ای که توسط جف جانز نوشته شده و توسط جیسون فابوک و برد اندرسون تصویرگری شده‌است، در اوت سال ۲۰۲۰ آغاز شد و در اکتبر سال ۲۰۲۰ به پایان رسید. خط داستانی سه جوکر تحت عنوان Black Black Label منتشر شد که به نویسندگان اجازه می‌دهد شخصیت‌های دی‌سی منحصر به فردی را برای مخاطبان بالغ ارائه دهند. خط داستانی نظرات مثبتی راجع به هنر، شخصیت‌ها، اکشن و نتیجه‌گیری بین جو چیل و بتمن دریافت کرد، با این حال پایان کار انتقاداتی را برای اجرای آن دریافت کرد.
از بسیاری جهات می‌توان این مجموعه را دنباله ای برای بتمن: شوخی مرگبار دانست. همچنین شامل ارجاعات مختلف به داستان Batman: A Death in the Family است.

## فرضیه
سه جوکر بتمن را در حال بررسی چندین جنایت مداوم توسط جوکر که به‌طور همزمان اتفاق می‌افتد، دنبال می‌کند که ممکن است مربوط به احتمال وجود بیش از یک مورد باشد.

## بازخوردها
با توجه به بازبینی جمعی، خلاصه کتاب‌های کمیک کل مجموعه ۸٫۵ از ۱۰ را بر اساس ۶۱ دریافت کرد.
بر اساس گردآوری کمیک بوک، شماره ۱ بر اساس ۲۳ بررسی، میانگین نمره ۸٫۹ از ۱۰ بررسی را دریافت کرده‌است.
بر اساس گردآوری کمیک بوک، شماره ۲ بر اساس ۱۹ بررسی، میانگین نمره ۸٫۵ از ۱۰ بررسی را کسب کرده‌است.
بر اساس گردآوری کمیک بوک، شماره ۳ بر اساس ۱۹ بررسی، میانگین نمره ۸٫۱ از ۱۰ بررسی را دریافت کرده‌است.

## دنباله
جف جانز اعلام کرد که او و جیسون فابوک در حال کار بر روی دنباله ای برای فیلم Batman: Three Jokers هستند.